# Agrypon chlamidatum
Agrypon chlamidatum är en stekelart som först beskrevs av Léon Abel Provancher 1886.  Agrypon chlamidatum ingår i släktet Agrypon och familjen brokparasitsteklar. Inga underarter finns listade i Catalogue of Life.